# Tamales

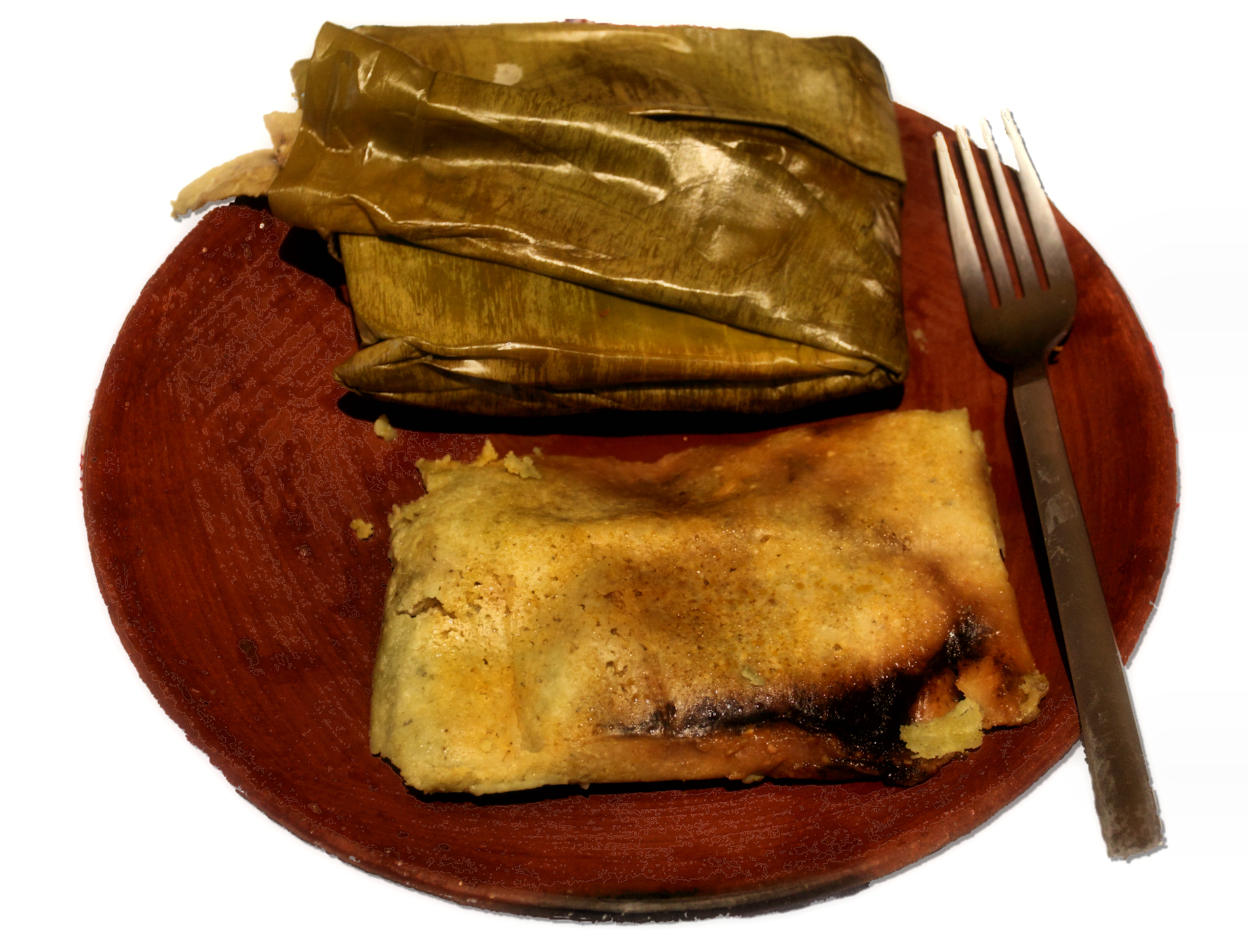
Tamales z Oaxacy: nahoře zabalený, dole rozbalený

Tamales je pokrm pocházející ze Střední Ameriky. Má podobu balíčků z listů, plněných kukuřičnou hmotou.
Náplň do tamales se připravuje z nixtamalizované kukuřičné mouky, která se uvaří v kuřecím vývaru se solí a anýzovými semínky a omastí vepřovým sádlem. Do vzniklého těsta se přidávají další ingredience, jako je vepřové, kuřecí nebo hovězí maso, chilli papričky, salsa verde, měkký sýr, zelenina nebo olivy. Existuje rovněž sladká verze nádivky z kukuřice, rozinek, skořice a vanilky. Výsledná hmota se zabalí do listenů z kukuřičných klasů (může se použít také list banánovníku, mangoldu, kalátey, hruškovce nebo v poslední době i alobal), balíčky se převážou řapíkem nebo provázkem a vaří v páře hodinu a půl až dvě hodiny, dokud se těsto nepřestane lepit k obalu. Hotové tamales se jedí teplé, případně se mohou zamrazit nebo nasušit do zásoby. Podává se k nim obvykle kukuřičný nápoj atole.
Podle profesora Dustina Kneppa konzumovali indiáni tamales už v 8. tisíciletí př. n. l.. Mayové je obětovali bohům, díky trvanlivosti a snadné přenosnosti byly ideální potravinou pro lidi na cestách, lovce a vojáky. V aztécké kuchyni bývaly tamales plněny masem žab nebo axolotlů. Rituální pojídání tamales bylo pro Aztéky spojeno s podzimní slavností Atamalqualiztli, v moderní době je Mexičané připravují jako součást hostiny ke Dni mrtvých. Patří rovněž k populárnímu pouličnímu občerstvení, prodávají se z velkých nádob zvaných tamaleras, v nichž se udržují teplé. Název pokrmu pochází ze slova tamalli, které v jazyce nahuatl znamená „zabalený“. Existuje řada lokálních variant, jako je nikaragujské národní jídlo nacatamales, michoacánská corunda, venezuelská hallaca, jihoamerická humita nebo pastelle na antilských ostrovech.
V celé střední Americe jsou jedním ze symbolů Vánoc. Podobně jako se v Česku v prosinci peče cukroví, ve Střední Americe se touto dobou celá rodina vrhá právě na přípravu tamales a tzv. „tamaleada“ někdy trvá i několik dní.